# Hippomedon tunisiacus
Hippomedon tunisiacus is een vlokreeftensoort uit de familie van de Lysianassidae. De wetenschappelijke naam van de soort is voor het eerst geldig gepubliceerd in 1915 door Stephensen.